# English Premier Ice Hockey Cup
Der English Challenge Cup ist ein englischer Eishockeypokalwettbewerb. Er wird mit den Mannschaften der English Premier Ice Hockey League jährlich ausgetragen. Der Pokal wird seit der Auftrennung der English National Ice Hockey League in eine höherklassige Premier Division und eine Division I (später National Division) 1998/99 innerhalb der Premier Teams veranstaltet. Daher trug er zunächst die Bezeichnung English National Premier (Ice Hockey) Cup, bis sich mit der Etablierung der Liga der Titel English Premier (Ice Hockey) Cup durchsetzte. Die Durchführung erfolgt unter dem Dach des englischen Eishockeyverbandes English Ice Hockey Association. Seit der Saison 2014/15 wird er als English Challenge Cup durchgeführt.

## Pokalgewinner
| Austragung        | Pokalsieger           |
| ----------------- | --------------------- |
| 2014/15           | Telford Tigers        |
| 2013/14           | Basingstoke Bison     |
| 2012/13           | Guildford Flames      |
| 2011/12           | Guildford Flames      |
| 2010/11           | Slough Jets           |
| 2009/10           | Guildford Flames      |
| 2008/09           | Peterborough Phantoms |
| 2007/08           | Bracknell Bees        |
| 2006/07           | Guildford Flames      |
| 2005/06           | Bracknell Bees        |
| 2004/05           | Romford Raiders       |
| 2003/04           | Peterborough Phantoms |
| 2002/03           | Wightlink Raiders     |
| 2001/02           | Romford Raiders       |
| 2000/01 1999/2000 | keine Austragung      |
| 1998/99           | Milton Keynes Kings   |
| 1997/98           | keine Austragung      |

## Austragungen

### 2014/15
Quellen: EIHA
| Gruppe Nord           | Gruppe Nord | Gruppe Nord | Gruppe Nord | Gruppe Nord | Gruppe Nord | Gruppe Nord | Gruppe Nord |
|                       | Spiele      | S           | S2          | N1          | N           | Tore        | Punkte      |
| --------------------- | ----------- | ----------- | ----------- | ----------- | ----------- | ----------- | ----------- |
| Telford Tigers        | 12          | 10          | 2           | 2           | 0           | 84:26       | 23          |
| Manchester Phoenix    | 12          | 8           | 1           | 1           | 2           | 79:35       | 19          |
| Sheffield Steeldogs   | 12          | 8           | 0           | 0           | 4           | 64:37       | 16          |
| Peterborough Phantoms | 12          | 6           | 0           | 0           | 6           | 47:47       | 12          |
| Blackburn Hawks       | 12          | 4           | 0           | 0           | 8           | 47:63       | 8           |
| Solway Sharks         | 12          | 3           | 0           | 0           | 9           | 25:81       | 6           |
| Billingham Stars      | 12          | 1           | 0           | 0           | 11          | 23:80       | 2           |
|                       |             |             |             |             |             |             |             |

| Gruppe Süd              | Gruppe Süd | Gruppe Süd | Gruppe Süd | Gruppe Süd | Gruppe Süd | Gruppe Süd | Gruppe Süd |
|                         | Spiele     | S          | U          | N          | Tore       | Punkte     |            |
| ----------------------- | ---------- | ---------- | ---------- | ---------- | ---------- | ---------- | ---------- |
| Swindon Wildcats        | 14         | 9          | 2          | 0          | 3          | 58:29      | 22         |
| Guildford Flames        | 14         | 10         | 1          | 0          | 3          | 68:28      | 22         |
| Milton Keynes Lightning | 14         | 10         | 0          | 2          | 2          | 69:34      | 22         |
| Basingstoke Bison       | 14         | 10         | 0          | 1          | 3          | 66:33      | 21         |
| Bracknell Bees          | 14         | 6          | 0          | 0          | 8          | 46:47      | 12         |
| Chelmsford Chieftains   | 14         | 3          | 0          | 0          | 11         | 34:58      | 6          |
| Invicta Dynamos         | 14         | 3          | 0          | 0          | 11         | 39:98      | 6          |
| Wightlink Raiders       | 14         | 2          | 0          | 0          | 12         | 24:77      | 4          |

↓ ↑↑

### 2013/14
Quellen: Pointstreak.com, Malcolm Preen
↓ ↑ ↑↑

### 2012/13
Quellen: Pointstreak.com, Malcolm Preen
↓ ↑ ↑↑

### 2011/12
Quellen: Pointstreak.com, Malcolm Preen
↓ ↑ ↑↑

### 2010/11
Quellen: Pointstreak.com, Malcolm Preen
↓ ↑ ↑↑

### 2009/10
Quellen: Pointstreak.com, Malcolm Preen
↓ ↑ ↑↑

### 2008/09
Quellen: Pointstreak.com, Malcolm Preen
↓ ↑ ↑↑

### 2007/08
Quellen: Pointstreak.com, Malcolm Preen
| Gruppe A                | Gruppe A | Gruppe A | Gruppe A | Gruppe A | Gruppe A | Gruppe A | Gruppe A |
|                         | Spiele   | S        | S2       | N1       | N        | Tore     | Punkte   |
| ----------------------- | -------- | -------- | -------- | -------- | -------- | -------- | -------- |
| Milton Keynes Lightning | 8        | 6        | 0        | 0        | 2        | 38:18    | 12       |
| Guildford Flames        | 8        | 4        | 0        | 0        | 4        | 24:26    | 8        |
| Chelmsford Chieftains   | 8        | 2        | 0        | 0        | 6        | 17:35    | 4        |

| Gruppe B        | Gruppe B | Gruppe B | Gruppe B | Gruppe B | Gruppe B | Gruppe B | Gruppe B |
|                 | Spiele   | S        | U        | N        | Tore     | Punkte   |          |
| --------------- | -------- | -------- | -------- | -------- | -------- | -------- | -------- |
| Slough Jets     | 8        | 7        | 0        | 0        | 1        | 51:10    | 14       |
| Romford Raiders | 8        | 5        | 0        | 0        | 3        | 43:29    | 10       |
| Invicta Dynamos | 8        | 0        | 0        | 0        | 8        | 13:68    | 0        |

| Gruppe C          | Gruppe C | Gruppe C | Gruppe C | Gruppe C | Gruppe C | Gruppe C | Gruppe C |
|                   | Spiele   | S        | U        | N        | Tore     | Punkte   |          |
| ----------------- | -------- | -------- | -------- | -------- | -------- | -------- | -------- |
| Bracknell Bees    | 8        | 6        | 0        | 0        | 2        | 32:22    | 12       |
| Swindon Wildcats  | 8        | 5        | 0        | 0        | 3        | 40:20    | 10       |
| Wightlink Raiders | 8        | 1        | 0        | 0        | 7        | 14:44    | 2        |

| Gruppe D              | Gruppe D | Gruppe D | Gruppe D | Gruppe D | Gruppe D | Gruppe D | Gruppe D |
|                       | Spiele   | S        | U        | N        | Tore     | Punkte   |          |
| --------------------- | -------- | -------- | -------- | -------- | -------- | -------- | -------- |
| Sheffiels Scimitars   | 8        | 6        | 0        | 0        | 2        | 44:20    | 12       |
| Peterborough Phantoms | 8        | 6        | 0        | 0        | 2        | 42:28    | 12       |
| Telford Tigers        | 8        | 0        | 0        | 0        | 8        | 22:60    | 0        |

↓ ↑ ↑↑

### 2006/07
Quellen: Pointstreak.com, Malcolm Preen
| Gruppe A                | Gruppe A | Gruppe A | Gruppe A | Gruppe A | Gruppe A | Gruppe A | Gruppe A |
|                         | Spiele   | S        | U        | N        | Tore     | Punkte   |          |
| ----------------------- | -------- | -------- | -------- | -------- | -------- | -------- | -------- |
| Milton Keynes Lightning | 4        | 4        | 0        | 0        | 0        | 21:11    | 8        |
| Peterborough Phantoms   | 4        | 2        | 0        | 0        | 2        | 25:16    | 4        |
| Swindon Wildcats        | 4        | 0        | 0        | 0        | 4        | 11:30    | 0        |

| Gruppe B            | Gruppe B | Gruppe B | Gruppe B | Gruppe B | Gruppe B | Gruppe B | Gruppe B |
|                     | Spiele   | S        | U        | N        | Tore     | Punkte   |          |
| ------------------- | -------- | -------- | -------- | -------- | -------- | -------- | -------- |
| Sheffiels Scimitars | 4        | 4        | 0        | 0        | 0        | 18: 6    | 8        |
| Telford Tigers      | 4        | 2        | 0        | 0        | 2        | 16:14    | 4        |
| Solihull Barons     | 4        | 0        | 0        | 0        | 4        | 11:25    | 0        |

| Gruppe C              | Gruppe C | Gruppe C | Gruppe C | Gruppe C | Gruppe C | Gruppe C | Gruppe C |
|                       | Spiele   | S        | U        | N        | Tore     | Punkte   |          |
| --------------------- | -------- | -------- | -------- | -------- | -------- | -------- | -------- |
| Slough Jets           | 4        | 4        | 0        | 0        | 0        | 18: 9    | 8        |
| Chelmsford Chieftains | 4        | 1        | 1        | 1        | 1        | 17:17    | 4        |
| Romford Raiders       | 4        | 0        | 1        | 0        | 3        | 8:17     | 1        |

| Gruppe D          | Gruppe D | Gruppe D | Gruppe D | Gruppe D | Gruppe D | Gruppe D | Gruppe D |
|                   | Spiele   | S        | U        | N        | Tore     | Punkte   |          |
| ----------------- | -------- | -------- | -------- | -------- | -------- | -------- | -------- |
| Guildford Flames  | 4        | 4        | 0        | 0        | 0        | 29: 7    | 8        |
| Bracknell Bees    | 4        | 2        | 0        | 0        | 2        | 20:10    | 4        |
| Wightlink Raiders | 4        | 0        | 0        | 0        | 4        | 9:41     | 0        |

↓ ↑ ↑↑

### 2005/06
Quellen: Pointstreak.com, Malcolm Preen
In dieser Saison nahmen neben allen Ligamannschaften auch vier Vertreter der eine Stufe tieferen NIHL teil. Sie konnten allerdings kein Spiel gewinnen.
| Gruppe A          | Gruppe A | Gruppe A | Gruppe A | Gruppe A | Gruppe A | Gruppe A | Gruppe A |
|                   | Spiele   | S        | U        | N        | Tore     | Punkte   |          |
| ----------------- | -------- | -------- | -------- | -------- | -------- | -------- | -------- |
| Bracknell Bees    | 8        | 6        | 1        | 1        | 34:17    | 13       |          |
| Swindon Wildcats  | 8        | 6        | 1        | 1        | 55:18    | 13       |          |
| Slough Jets       | 8        | 3        | 1        | 4        | 30:19    | 7        |          |
| Wightlink Raiders | 8        | 3        | 0        | 5        | 26:41    | 6        |          |
| Cardiff II        | 8        | 0        | 1        | 7        | 8:58     | 1        |          |

| Gruppe B              | Gruppe B | Gruppe B | Gruppe B | Gruppe B | Gruppe B | Gruppe B | Gruppe B |
|                       | Spiele   | S        | U        | N        | Tore     | Punkte   |          |
| --------------------- | -------- | -------- | -------- | -------- | -------- | -------- | -------- |
| Guildford Flames      | 6        | 6        | 0        | 0        | 34:10    | 12       |          |
| Chelmsford Chieftains | 6        | 3        | 0        | 3        | 26:30    | 6 1      |          |
| Romford Raiders       | 6        | 3        | 0        | 3        | 22:26    | 6 1      |          |
| Invicta Dynamos       | 6        | 0        | 0        | 6        | 12:28    | 0        |          |
|                       |          |          |          |          |          |          |          |

| Gruppe C               | Gruppe C | Gruppe C | Gruppe C | Gruppe C | Gruppe C | Gruppe C | Gruppe C |
|                        | Spiele   | S        | U        | N        | Tore     | Punkte   |          |
| ---------------------- | -------- | -------- | -------- | -------- | -------- | -------- | -------- |
| Hull Stingrays         | 8        | 6        | 0        | 0        | 31: 7    | 12       |          |
| Sheffiels Scimitars II | 8        | 3        | 0        | 3        | 31:13    | 6 1      |          |
| Peterborough Phantoms  | 8        | 3        | 0        | 3        | 34:10    | 6 1      |          |
| Blackburn              | 8        | 0        | 0        | 6        | 6:72     | 0        |          |

| Gruppe D                | Gruppe D | Gruppe D | Gruppe D | Gruppe D | Gruppe D | Gruppe D | Gruppe D |
|                         | Spiele   | S        | U        | N        | Tore     | Punkte   |          |
| ----------------------- | -------- | -------- | -------- | -------- | -------- | -------- | -------- |
| Milton Keynes Lightning | 6        | 5        | 1        | 0        | 44: 8    | 11       |          |
| Telford Tigers          | 6        | 4        | 1        | 1        | 44:10    | 9        |          |
| Solihull Barons         | 5 1      | 1        | 0        | 4        | 15:26    | 2        |          |
| Oxford City Stars       | 5 1      | 0        | 0        | 5        | 9:68     | 0        |          |

↓ ↑ ↑↑

### 2004/05
Quellen: Pointstreak.com, Malcolm Preen
| Gruppe Nord         | Gruppe Nord | Gruppe Nord | Gruppe Nord | Gruppe Nord | Gruppe Nord | Gruppe Nord | Gruppe Nord |
|                     | Spiele      | S           | U           | N           | Tore        | Punkte      |             |
| ------------------- | ----------- | ----------- | ----------- | ----------- | ----------- | ----------- | ----------- |
| Swindon Wildcats    | 16          | 13          | 1           | 2           | 89:34       | 27          |             |
| Telford Tigers      | 16          | 13          | 1           | 2           | 105:48      | 27          |             |
| Sheffiels Scimitars | 16          | 6           | 0           | 10          | 71:67       | 12          |             |
| Blackburn           | 16          | 3           | 3           | 10          | 39:105      | 9           |             |
| Solihull Barons     | 16          | 1           | 3           | 12          | 31:81       | 5           |             |

| Gruppe Süd            | Gruppe Süd | Gruppe Süd | Gruppe Süd | Gruppe Süd | Gruppe Süd | Gruppe Süd | Gruppe Süd |
|                       | Spiele     | S          | U          | N          | Tore       | Punkte     |            |
| --------------------- | ---------- | ---------- | ---------- | ---------- | ---------- | ---------- | ---------- |
| Romford Raiders       | 16         | 10         | 3          | 3          | 80:48      | 23         |            |
| Chelmsford Chieftains | 16         | 9          | 2          | 5          | 68:62      | 20         |            |
| Slough Jets           | 16         | 6          | 5          | 5          | 52:51      | 17         |            |
| Wightlink Raiders     | 16         | 6          | 2          | 8          | 51:47      | 14         |            |
| Invicta Dynamos       | 16         | 2          | 2          | 12         | 41:84      | 6          |            |

↓ ↑ ↑↑

### 2003/04
Quellen: Pointstreak.com, Malcolm Preen
| Gruppe Nord              | Gruppe Nord | Gruppe Nord | Gruppe Nord | Gruppe Nord | Gruppe Nord | Gruppe Nord | Gruppe Nord |
|                          | Spiele      | S           | U           | N           | Tore        | Punkte      |             |
| ------------------------ | ----------- | ----------- | ----------- | ----------- | ----------- | ----------- | ----------- |
| Peterborough Phantoms    | 8           | 7           | 0           | 1           | 60:15       | 12          |             |
| Milton Keynes Lightnings | 8           | 6           | 1           | 1           | 55:21       | 12          |             |
| Sheffiels Scimitars II   | 8           | 2           | 2           | 4           | 27:42       | 6           |             |
| Telford Tigers           | 8           | 1           | 2           | 5           | 28:50       | 4           |             |
| Blackburn                | 8           | 0           | 3           | 5           | 28:70       | 3           |             |
|                          |             |             |             |             |             |             |             |

| Gruppe Süd            | Gruppe Süd | Gruppe Süd | Gruppe Süd | Gruppe Süd | Gruppe Süd | Gruppe Süd | Gruppe Süd |
|                       | Spiele     | S          | U          | N          | Tore       | Punkte     |            |
| --------------------- | ---------- | ---------- | ---------- | ---------- | ---------- | ---------- | ---------- |
| Wightlink Raiders     | 10         | 7          | 2          | 1          | 54:29      | 16         |            |
| Chelmsford Chieftains | 10         | 8          | 0          | 2          | 45:32      | 16         |            |
| Slough Jets           | 10         | 4          | 2          | 4          | 34:34      | 10         |            |
| Romford Raiders       | 10         | 4          | 1          | 5          | 35:34      | 9          |            |
| Swindon Wildcats      | 10         | 3          | 2          | 5          | 37:44      | 8          |            |
| Invicta Dynamos       | 10         | 0          | 1          | 9          | 20:52      | 1          |            |

↓ ↑ ↑↑

### 2002/03
Quellen: Pointstreak.com, Malcolm Preen
| Gruppe Nord           | Gruppe Nord | Gruppe Nord | Gruppe Nord | Gruppe Nord | Gruppe Nord | Gruppe Nord | Gruppe Nord |
|                       | Spiele      | S           | U           | N           | Tore        | Punkte      |             |
| --------------------- | ----------- | ----------- | ----------- | ----------- | ----------- | ----------- | ----------- |
| Peterborough Phantoms | 6           | 6           | 0           | 0           | 62:15       | 12          |             |
| Blackburn             | 6           | 2           | 1           | 3           | 23:49       | 5           |             |
| Whitley Bay Warriors  | 6           | 2           | 0           | 4           | 38:37       | 4           |             |
| Kingston Hull Jets    | 6           | 1           | 1           | 4           | 26:48       | 3           |             |
|                       |             |             |             |             |             |             |             |
|                       |             |             |             |             |             |             |             |

| Gruppe Süd               | Gruppe Süd | Gruppe Süd | Gruppe Süd | Gruppe Süd | Gruppe Süd | Gruppe Süd | Gruppe Süd |
|                          | Spiele     | S          | U          | N          | Tore       | Punkte     |            |
| ------------------------ | ---------- | ---------- | ---------- | ---------- | ---------- | ---------- | ---------- |
| Milton Keynes Lightnings | 10         | 7          | 2          | 1          | 56:26      | 16         |            |
| Wightlink Raiders        | 10         | 7          | 1          | 2          | 56:30      | 15         |            |
| Slough Jets              | 10         | 6          | 0          | 4          | 48:30      | 12         |            |
| Swindon Wildcats         | 10         | 3          | 1          | 6          | 26:55      | 7          |            |
| Invicta Dynamos          | 10         | 1          | 3          | 6          | 26:44      | 5          |            |
| Romford Raiders          | 10         | 2          | 1          | 7          | 35:62      | 5          |            |

↓ ↑ ↑↑

### 2001/02
Quellen: Pointstreak.com, Malcolm Preen
| Gruppe Nord            | Gruppe Nord | Gruppe Nord | Gruppe Nord | Gruppe Nord | Gruppe Nord | Gruppe Nord | Gruppe Nord |
|                        | Spiele      | S           | U           | N           | Tore        | Punkte      |             |
| ---------------------- | ----------- | ----------- | ----------- | ----------- | ----------- | ----------- | ----------- |
| Solihull Barons        | 6           | 6           | 0           | 0           | 58:12       | 12          |             |
| Nottingham Panthers II | 6           | 4           | 0           | 2           | 36:20       | 8           |             |
| Birmingham Rockets     | 6           | 1           | 1           | 4           | 17:31       | 3           |             |
| Blackburn Hawks        | 6           | 0           | 1           | 5           | 9:57        | 1           |             |
|                        |             |             |             |             |             |             |             |

| Gruppe Süd        | Gruppe Süd | Gruppe Süd | Gruppe Süd | Gruppe Süd | Gruppe Süd | Gruppe Süd | Gruppe Süd |
|                   | Spiele     | S          | U          | N          | Tore       | Punkte     |            |
| ----------------- | ---------- | ---------- | ---------- | ---------- | ---------- | ---------- | ---------- |
| Invicta Dynamos   | 10         | 5          | 1          | 2          | 32:20      | 11         |            |
| Romford Raiders   | 10         | 5          | 0          | 3          | 52:22      | 10         |            |
| Wightlink Raiders | 10         | 4          | 2          | 2          | 47:31      | 10         |            |
| Swindon Wildcats  | 10         | 4          | 1          | 3          | 34:27      | 9          |            |
| Haringey Racers   | 10         | 0          | 0          | 8          | 17:82      | 0          |            |

↑ ↑↑